# Casa de Maccan
La familia Maccan, conocida históricamente como Maccani, es una familia noble italiana que tuvo su origen en Trento Italia.

## Origines
El nombre Maccani proviene de Maccus.

## Historia
La familia Maccan es una  antigua y noble originaria de Trentino. Carlos, príncipe-obispo de Trento, con diploma del 3 de noviembre de 1633, creó a Luca Maccani, teólogo y su vicario general, nobles del Imperio, junto con sus hermanos Francesco y Giovanni, y sus descendientes. Numerosos autores de la familia describieron hechos y personajes y le atribuyeron diversos orígenes sin ningún testimonio válido. La crítica histórica moderna ha dado cuenta, sobre la base segura de documentos, de las reconstrucciones genealógicas artificiales de aquellos escritores que, por un espíritu complaciente de adulación, afirmaban que esta familia descendía de prosapies nobles y antiguos como la de otras familias. 